# Lomatium congdonii
Lomatium congdonii är en flockblommig växtart som beskrevs av John Merle Coulter och Joseph Nelson Rose. Lomatium congdonii ingår i släktet Lomatium och familjen flockblommiga växter. Inga underarter finns listade i Catalogue of Life.